# Monte Táber

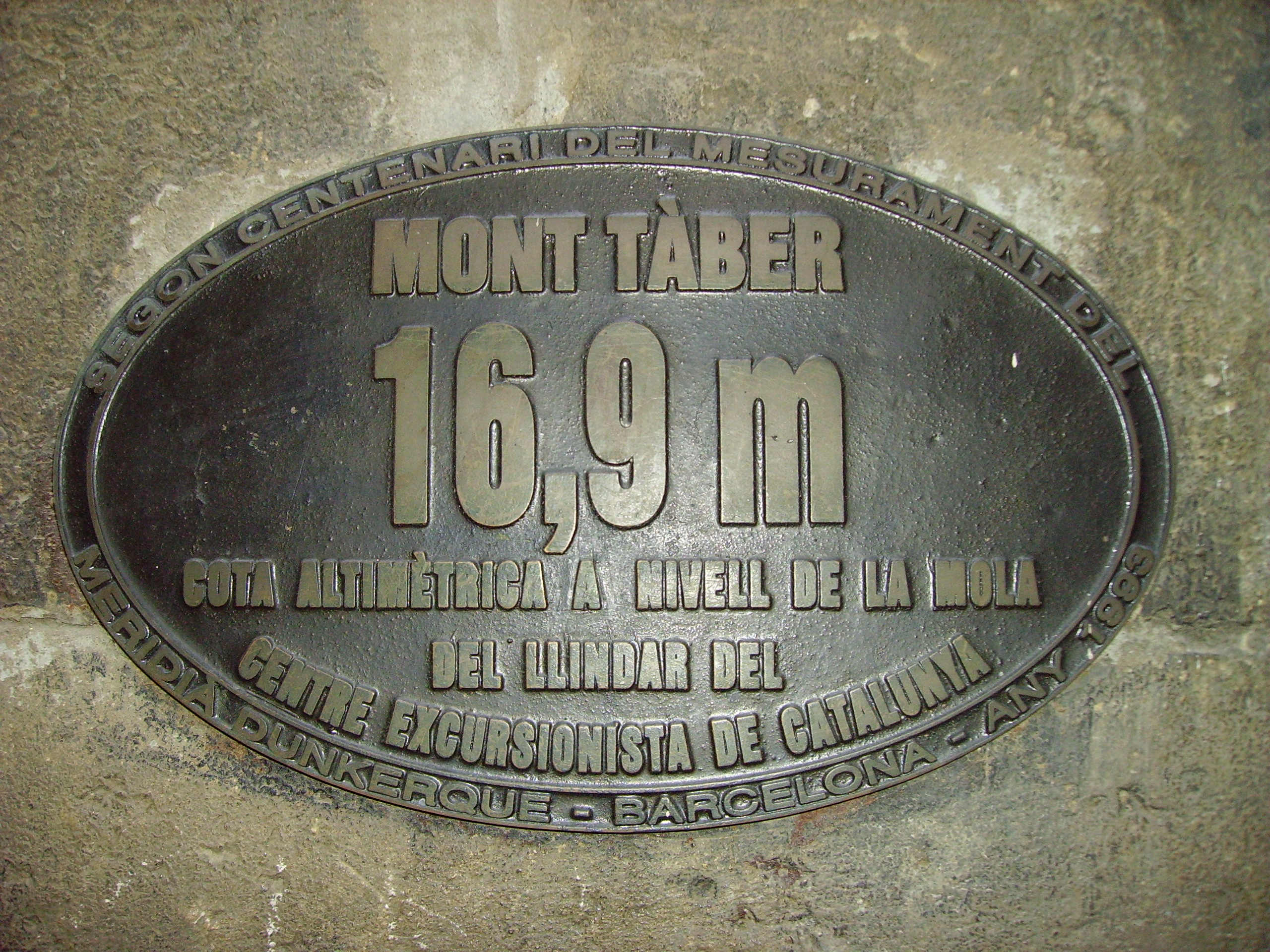
Placa indicando la altura del Monte Taber.

El Monte Táber es un cerro situado en el Barrio Gótico de Barcelona, a 16,9 m sobre el nivel del mar, y que acogió el primer asentamiento romano de la nueva Barcino. Es difícil de percibir por las edificaciones de la ciudad, pero la pendiente de algunas calles permite notar la diferencia de cota entre la ciudad romana, situada sobre el cerro, y los terrenos más bajos; como por ejemplo la bajada de la Llibreteria, la bajada de Santa Eulàlia o las escaleras de la explanada de la Catedral. Su cumbre está señalada por una losa sobre la calle Paradís, ante la sede del Centre Excursionista de Catalunya. Dentro de este edificio también se encuentran las columnas del templo de Augusto, vestigio de Barcino.

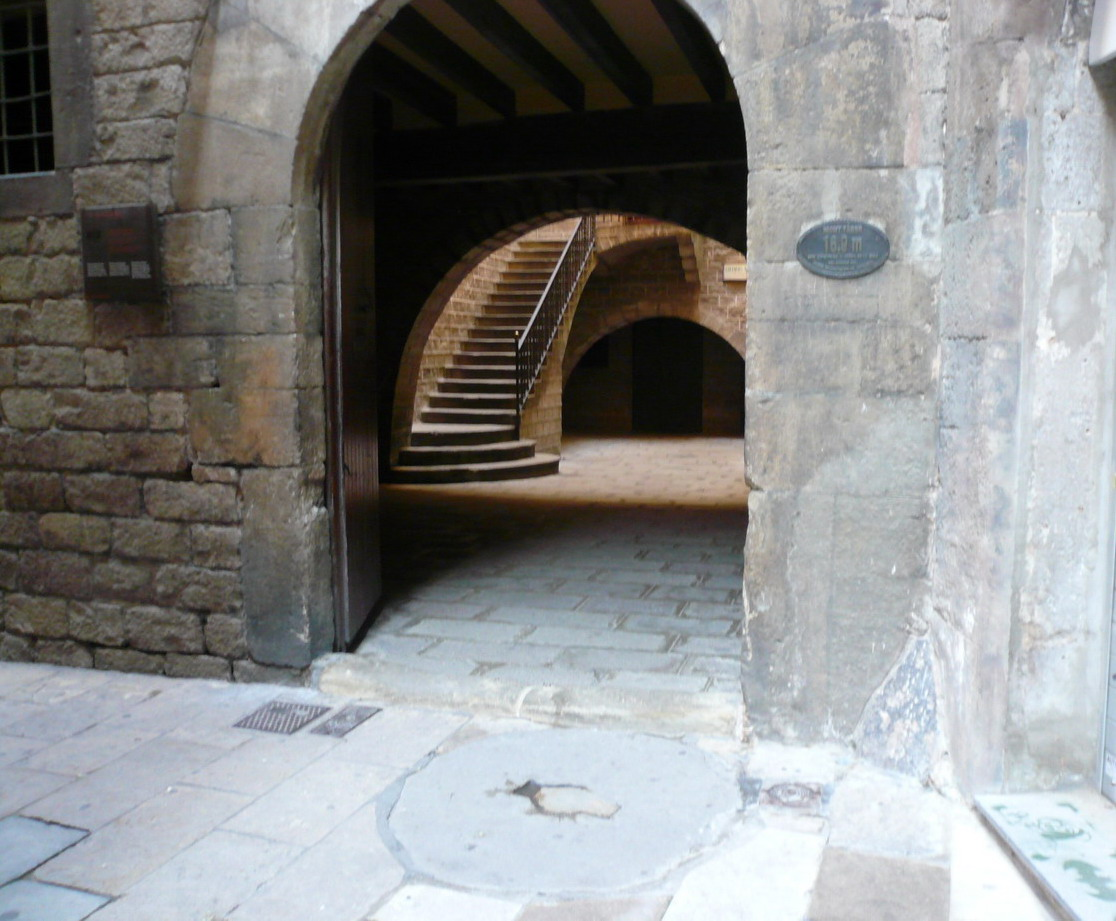
La losa que señala la cumbre.